# Everetti Közösségi Főiskola
Az Everetti Közösségi Főiskola (Everett Community College, EvCC) az USA Washington államának Everett városában található felsőoktatási intézmény.
Az intézmény korábban az Everett Junior College nevet viselte.
Az 1987. február 16-ai gyújtogatás következtében elhunyt Gary Parks tűzoltó, valamint megsemmisült a hallgatói szolgáltatási épület és negyvennyolcezer könyv. 2021-ben Elmer Nash bűnösnek vallotta magát a tűzoltó haláláért; a gyújtogatáskor 12 éves Nash állítása szerint egy lopás nyomait akarta eltüntetni. 1988 októberére a létesítményeket helyreállították, Parksnek pedig szobrot emeltek.

## Kampusz
A város északi részén fekvő, 19 hektáros kampusz húsz épületből áll.
A japán partnerekkel való kapcsolat ápolásáért 1987-ben létrejött a Nippon Intézet, amelynek székhelye a campus délnyugati részén található. Az intézet részét képezi a Nisijama Japánkert is.

## Sport
A Northwest Athletic Conference tagjaként játszó Trojansnek röplabda-, kosárlabda-, softball-, baseball-, labdarúgó- és atlétikacsapata is van.

## Nevezetes személyek

### Hallgatók
- Aaron Cunningham, baseballozó[13]
- Archie Van Winkle, tengerészgyalogos[14]
- Chuck Close, fotóművész és festő[15]
- Earl Averill Jr., baseballozó[16]
- Jean Berkey, politikus[17]
- Keone Kela, baseballozó[18]
- Lloyd Meeds, politikus[19]
- Mason Tobin, baseballozó[20]
- Nathan Mumm, üzletember, a National Athletic Basketball League alapítója[21]
- Rick Anderson, baseballozó[22]
- Stan Boreson, „a skandináv humor királya”[23]
- Stephen Fife, baseballozó[24]
- Steve Hobbs, politikus[25]

### Munkatársak
- Bob Gambold, amerikaifutball-játékos és -edző[26]
- Dick King, politikus[27]

## Fordítás
- Ez a szócikk részben vagy egészben  az   Everett Community College című angol Wikipédia-szócikk ezen változatának fordításán alapul.  Az eredeti cikk szerkesztőit annak laptörténete sorolja fel. Ez a jelzés csupán a megfogalmazás eredetét és a szerzői jogokat jelzi, nem szolgál a cikkben szereplő információk forrásmegjelöléseként.